# بور ۳۹۴۸
سیارک ۳۹۴۸ (به انگلیسی: 3948 Bohr، نامگذاری:1985RF) سه هزار و نهصد و چهل و هشتمین سیارک کشف شده‌است که در ۱۵ سپتامبر ۱۹۸۵ کشف شد.
قدر مطلق سیارک برابر ۱۳٫۶۰ است.